# 3차원 영화

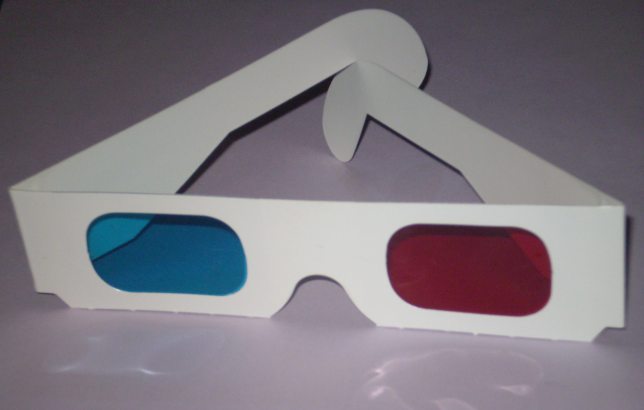

3차원 영화(3D film)는 거리지각의 착시를 강화시킨 영화이다. 입체 영화, 3D 영화, S3D 영화라는 용어도 통용된다. 실체경학적 촬영기법에서 비롯한 특별한 영화 카메라는 원근감 있는 두 개의 상(또는 CGI로 두 개의 상을 만들 수도 있음)으로부터 보이는 영상들을 기록하는 데에 쓰이며 특수한 영사 기기 및 안경을 사용함으로써 영화를 볼 때 거리의 착시를 제공한다. 3차원 영화는 장편 영화로 국한 받지 않으며, 텔레비전 방송과 다이렉트 투 비디오 영화 또한 비슷한 방식을, 특히 마케팅 목적을 위하여 가지고 있기도 하다.
3차원 영화는 1890년부터 일부 작품에 존재하여 왔으나 3차원 영화를 만들고 보여주는 데 있어야 할 값비싼 하드웨어와 처리 과정, 또 전반적인 엔터테인먼트 사업에 대한 표준화된 포맷의 부족 때문에 영화 산업에서 특수한 분야로만 취급되었다. 그럼에도 불구하고 3차원 영화는 1950년대와 1980년대에 미국 영화에서 눈에 띄게 다루었으며, 현재는 디지털 미디어의 개발과 고선명 비디오 표준의 등장과 맞물려 다시 유행하고 있다.

## 같이 보기
- 3차원 디스플레이
- 3차원 텔레비전
- 4차원 영화